# Ivan Thys
Ivan Thys (Anversa, 29 aprile 1897 – Anversa, 15 febbraio 1982) è stato un calciatore belga, di ruolo attaccante. Era il padre di Guy Thys.

## Carriera

### Club
La carriera di Thys si è sviluppata dal 1919 al 1931 esclusivamente nel K. Beerschot V.A.C.. Con la squadra di Anversa ha vinto cinque volte il campionato belga ed è stato il capocannoniere del torneo per due stagioni consecutive: 1920-1921 e 1921-1922.
In totale ha realizzato 132 reti in 203 partite con il Beerschot.

### Nazionale
Con la maglia del Belgio ha disputato 20 partite mettendo a segno 7 gol, nel periodo compreso tra il 1921 e il 1926.
Ha preso parte a due edizioni dei Giochi olimpici: Anversa 1920 (medaglia d'oro) e Parigi 1924, senza tuttavia disputare alcun incontro.

## Palmarès

### Club
- Campionato belga: 5

Beerschot: 1921-1922, 1923-1924, 1924-1925, 1925-1926, 1927-1928

### Nazionale
- Oro olimpico: 1

Anversa 1920